# Schematische iberische Kunst
Schematische iberische Kunst (auch Arte esquemático ibérico oder Pintura esquemática) ist eine Bezeichnung für prähistorische Malereien auf der Iberischen Halbinsel, die fast immer in Abris und Höhlen angetroffen werden. Sie werden mit den ersten metallurgischen Kulturen assoziiert (Chalkolithikum, Bronzezeit (2000 bis 1500 v. Chr.), mit Ausläufern bis zum Beginn der Eisenzeit). 

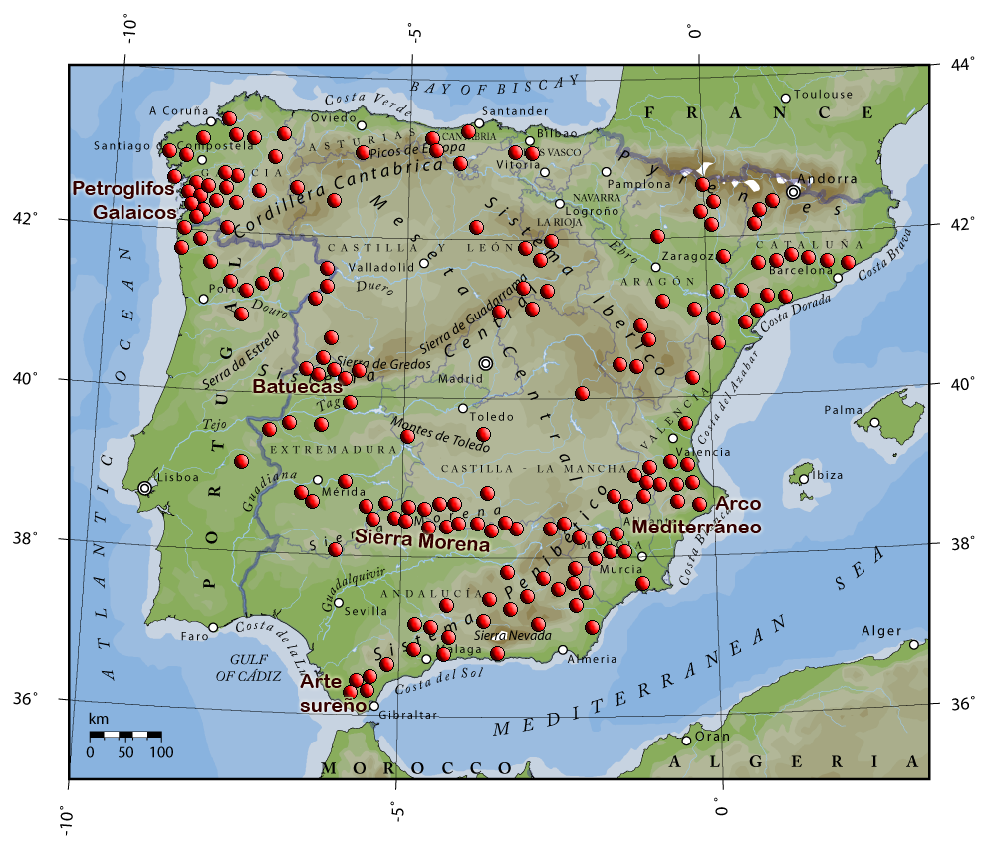
Verbreitung der Schematischen iberischen Kunst

Die Chronologie ist jedoch umstritten. Vom 4. bis 1. Jahrtausend v. Chr. tritt die schematische iberische Kunst zunächst mit der Levantiner Kunst (Arte Levantino) im Osten Spaniens überlappend auf und erreicht in abgelegenen Gebieten sehr späte Stadien. Hauptmerkmal und namengebend ist der figurative Stil, bei dem nur die Grundelemente der Figuren dargestellt sind. Die Darstellung ist so reduziert, dass die grafischen Elemente zu bloßen Skizzen werden, ohne jedoch die identifizierenden Merkmale zu verlieren. Die Figuren sind schematisch mit sehr sicheren Linien dargestellt. Männer tragen Hüte, Schilde, Speere und Stöcke. Die rote Farbe dominiert, wie auch in angrenzenden Perioden. 
Das schematische Phänomen ist Teil einer Bewegung, die fast ganz Europa und den mediterranen Raum erfasst.